# Wadi Haddad
Wadi Haddad (în arabă وديع حداد;, n. 1927, Safed, Palestina sub mandat britanic – d. 28 martie 1978, Berlinul de Est, RDG), cunoscut și ca Abu Hani, a fost un militant palestinian, cofondator și lider marcant al Frontului Popular pentru Eliberarea Palestinei.
Haddad s-a născut în 1927 în Safed, în Palestina Mandatară, într-o familie de arabi creștin-ortodocși. A studiat medicina la Universitatea Americană din Beirut, unde l-a cunoscut pe George Habash, alături de care va fonda ulterior Frontul Popular pentru Eliberarea Palestinei. După ce a absolvit facultatea, a lucrat ca medic pentru UNRWA. 
Ca membru FPEP, acesta s-a ocupat de operațiunile externe, fiind responsabil de atentate teroriste precum Operațiunea Entebbe sau Masacrul de la München.
Haddad a decedat în 1978, în Berlinul de Est, în mod oficial de leucemie. Conform mai multor surse, acesta ar fi fost otrăvit de Mossad.

## Legătura cu KGB
Conform spionului sovietic Vasili Mitrohin, care a dezertat în Marea Britanie in 1992, Haddad a fost recrutat de KGB, URSS finanțând și livrând arme Frontului Popular.
Într-o scrisoare scrisă adresată de directorul KGB Iuri Vladimirovici Andropov lui Leonid Brejnev, acesta îl cataloga pe Haddad drept un agent important și de încredere al KGB. Scrisoarea a fost copiată și publicată de dizidentul Vladimir Bukovski în 1992.